# Guda
Guda was een Duitse kopiiste en miniaturiste die actief was rond het midden van de 12e eeuw.
Ze is bekend door een zelfportret dat ze tekende in een homiliarium dat nu bewaard wordt als het Guda Homiliarium in de universiteitsbibliotheek in Frankfurt als Ms.Barth.42. Haar zelfportret wordt erkend als een van de oudste zelfportretten van een vrouwelijke kunstenaar in de westerse kunstgeschiedenis.

Ze heeft zichzelf afgebeeld in een initiaal “D” op folium 110 verso, en ze houdt een banderol vast met de tekst: 
Guda, peccatrix mulier, scripsit et pinxit hunc librum— 
 Een kunstenaarsignatuur was zeldzaam in die tijd, dit maakt het zelfbewuste opeisen van haar werk alleen maar merkwaardiger.
De plaats waar het homiliarium tot stand kwam, kon tot nu toe niet met zekerheid worden vastgesteld, maar het is waarschijnlijk afkomstig uit een klooster in de Rijnstreek. Sedert de 15e eeuw bevindt het zich in Frankfurt.

## Weblinks
- (en)  Guda op de website van het Brooklyn Museum